# Joseph Coat
Joseph Coat, né à Morlaix le 26 août 1798, où il est mort le 23 septembre 1858, est un ouvrier tabatier et un auteur de très nombreuses tragédies bretonnes inédites parmi lesquelles on distingue Le Pardon de Rumengol. Il adapta aussi des pièces du théâtre classique comme Les trois Horace, des mélodrames dont La Tour de Nesle et trois arlequinades dont Plac’h ar pemp amourouz, des tragédies appartenant au théâtre de Bretagne. Tout ce répertoire fut donné à Morlaix par la troupe de théâtre qu'il fonda. Il est le père de Vincent Coat (1845-1908), ouvrier à la Manufacture des tabacs de Morlaix et poète. Selon le Lt-Col. Staaff, ils descendraient des anciens seigneurs de Plounévez-Moëdec.

## Sources
- La littérature française, de la formation de la langue à nos jours, par le Lt-Col. Staaffchez Didier et Cie et Ch. Delagrave et Cie, tome 3 - pages 1286-1287) ; 1877
- Anatole Le Braz (1859-1926); Le théâtre du peuple en Basse Bretagne ; Paris : Le correspondant, 1904 ; 1 pièce (paginé 1167-89) ; in-8 ; Note(s) :  Extrait du "Correspondant", 25 septembre 1904; Sujet(s) :  Théâtre populaire breton ; Appartient au recueil : [Recueil. Dossiers biographiques Boutillier du Retail. Documentation sur Joseph Coat]; [Recueil. Dossiers biographiques Boutillier du Retail. Documentation sur Jean Conan]